# Момбаруццо
Момбаруццо (італ. Mombaruzzo, п'єм. Mombaruss) — муніципалітет в Італії, у регіоні П'ємонт,  провінція Асті.
Момбаруццо розташоване на відстані близько 460 км на північний захід від Рима, 70 км на південний схід від Турина, 24 км на південний схід від Асті.
Населення — 1106 осіб (2014).
Щорічний фестиваль відбувається 22 липня. Покровитель — Santa Maria Maddalena.

## Демографія
Населення за роками:

Станом на 1 січня 2023 року в муніципалітеті офіційно проживало 139 іноземців з 21 країни, серед них 55 громадян країн Євросоюзу та 1 громадянин України.

## Сусідні муніципалітети
- Бруно
- Карентіно
- Кассіне
- Кастельнуово-Бельбо
- Фонтаніле
- Фраскаро
- Гамалеро
- Маранцана
- Ніцца-Монферрато
- Куаранті
- Рикальдоне